# Jakob Paul Gillmann
Jakob Paul Gillmann (* 25. April 1953 in Mülenen) ist ein Schweizer Schriftsteller.
Gillmann machte eine Lehre als Vermessungszeichner, bildete sich zum Ingenieur für Geomatik weiter und begann 1980 mit der nebenberuflichen Tätigkeit als Autor und Dramatiker.

## Werke
- frostzeit (Lyrik; 1985)
- Gäng der Nase naa (Kinderbuch; 1990)
- Lötschberg. Regie: Urs Helmensdorfer (Hörspiel, DRS 1990)
- Happy Birthday. Regie: Urs Helmensdorfer (Hörspiel, DRS 1992)
- Casa Romantica. Regie: Urs Helmensdorfer (Hörspiel, DRS 1992)
- Canari (Theaterstück, 1994)
- Da falle alli Tröimeli. Regie: Isabel Schaerer (Hörspiel, DRS 1994)
- La petite colombe. Regie: Isabel Schaerer (Hörspiel, DRS 1996)
- Die bedauernswerte Rettung des Eugen E. Pawlak. Regie: Martin Bopp (Hörspiel, DRS 1997)
- Les jeux sont faits oder: Der Assischtänt. Regie: Isabel Schaerer (Hörspiel, DRS 1999)
- Aemmitaler Pilzuflouf u Blaui Bohne. Regie: Reto Ott (Hörspiel, DRS 2000)
- Bengala (Theaterstück, 2003)
- Alles het zwo Syte (Erzählungen, 2003)
- Probealarm (Theaterstück 2013)

## Auszeichnungen
- Arbeiterliteraturpreis der Schweiz (1984)
- Literaturpreis Stadt Biel (1987)
- Förderpreis Hörspiel übermorgen des DRS (1996)